# Мрђановци (Купрес, Република Српска)
Мрђановци су насељено мјесто у општини Купрес, Република Српска, БиХ. Према попису становништва из 2013. године, у насељу је живјело 98 становника.

## Становништво
Према попису становништва из 1991. године, насеље има 281 становника.
| Националност       | 2013.        | 1991.        |
| Срби               | 98 (100,00%) | 274 (97,50%) |
| остали и непознато |              | 7 (2,49%)    |
| укупно             | 98           | 281          |

| Демографија | Демографија | Демографија |
| Година      | Становника  | Становника  |
| ----------- | ----------- | ----------- |
| 1948.       | 695         |             |
| 1953.       | 589         |             |
| 1961.       | 563         |             |
| 1971.       | 544         |             |
| 1981.       | 360         |             |
| 1991.       | 281         |             |
| 2013.       | 98          |             |